# Rizhao

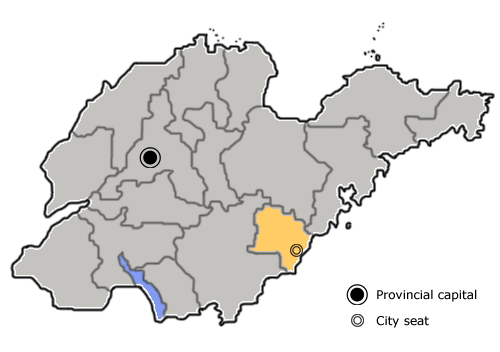
Lage Rizhaos in Shandong

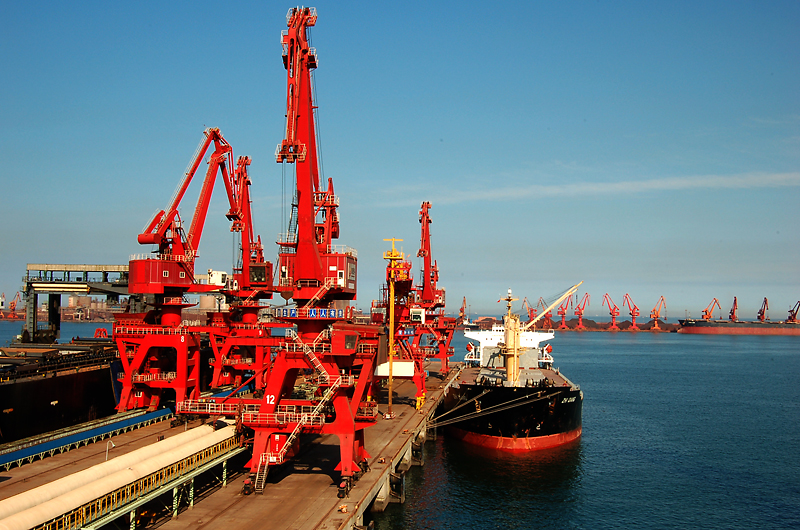
Hafen in Rizhao

Rizhao (chinesisch 日照市, Pinyin Rìzhào Shì) ist eine bezirksfreie Stadt in der ostchinesischen Provinz Shandong mit 2.968.365 Einwohnern (Stand: Zensus 2020) auf einer Fläche von 5.348 km². In dem eigentlichen städtischen Siedlungsgebiet von Rizhao leben 1.210.000 Menschen (Stand: Ende 2018). Sie befindet sich auf der südlichen Hälfte der Halbinsel Shandong, südwestlich der Hafenstadt Qingdao.
In Rizhao wird Hochchinesisch gesprochen. Westlich der Stadt liegt der Flughafen Rizhao.

## Administrative Gliederung
Auf Kreisebene setzt sich Rizhao aus zwei Stadtbezirken und zwei Kreisen zusammen. Diese sind (Stand: Zensus 2010):
- Stadtbezirk Donggang (东港区), 1.136 km², 920.511 Einwohner, Zentrum, Sitz der Stadtregierung;
- Stadtbezirk Lanshan (岚山区), 767 km², 400.067 Einwohner;
- Kreis Wulian (五莲县), 1.496 km², 484.883 Einwohner, Hauptort: Großgemeinde Hongning (洪凝镇);
- Kreis Ju (莒县), 1.950 km², 995.552 Einwohner, Hauptort: Großgemeinde Chengyang (城阳镇).